# إنديانابوليس 500 سنة 1936
سباق إنديانا بوليس -500 ميل 1936 أقيم في حلبة إنديانابوليس موتور سبيدواي في 30 مايو 1936 وفاز في السباق لويس ماير من فريق لويس ماير بمتوسط سرعة 109.069 ميل/س (175.530 كم/س).
وكان أول المنطلقين ريكس ميس بسرعة 119.644 ميل/س (192.548 كم/س).